# Mesotype diluta
Mesotype diluta är en fjärilsart som beskrevs av Galv 1920. Mesotype diluta ingår i släktet Mesotype och familjen mätare. Inga underarter finns listade i Catalogue of Life.